# Obermaiselstein
Obermaiselstein est une commune allemande de Bavière située dans la circonscription de la Souabe.